# 古賀サービスエリア
古賀サービスエリア（こがサービスエリア）は、福岡県古賀市の九州自動車道上にあるサービスエリアである。

## 概要
福岡都市圏の外円上に位置し、下り線では九州最初の、上り線では九州最後のSAとなる。旧道路サービス機構（ジェイサパ）公式サイト上で「利用者数が九州自動車道No.1」と案内されていた。2005年（平成17年）8月11日、下り線に九州初となるドッグラン施設犬の広場が開設された。また、下り線には高速道路のSAには珍しくヘリコプターの着陸場もある。ベビールームは福岡ソフトバンクホークスのキャラクターをモチーフにしている。以前、ヤギやウサギなどの動物もいたが、現在は動物はいない。

## 道路
- E3 九州自動車道

## 施設

### 上り線（山口方面）
- 駐車場
  - 大型 19台
  - 小型 179台
  - 兼用 19台
  - 二輪 8台
  - トレーラー 3台
- トイレ

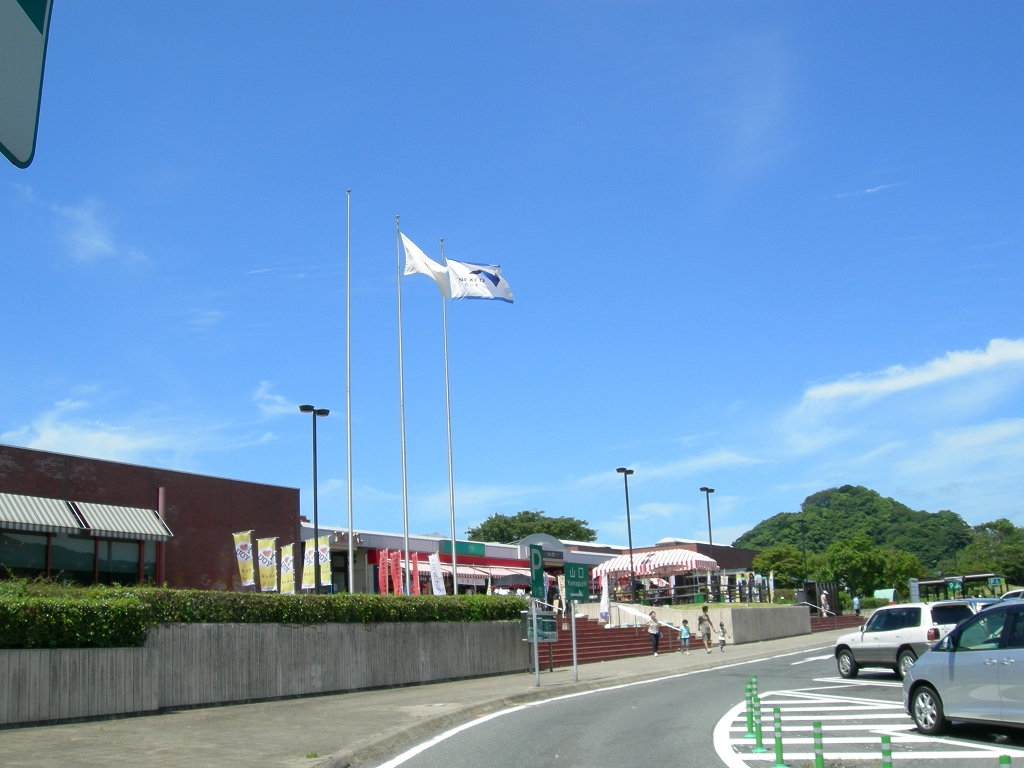
リニューアルオープン前の古賀サービスエリア上り線

  - 男性 大17（和式2・洋式15）・小18
  - 女性 43（和式4・洋式39）
  - 車椅子用 1
- ガソリンスタンド（出光興産（出光リテール販売）、24時間）
  - 以前は共立石油(株)が運営していた。
  - この先、次の深夜営業の給油施設は本州方面は、約115km先の中国道美東SAまでない（王司PAの給油施設は深夜営業をしていない）。 大分方面は、約130km先の東九州道別府湾SAまでない。（東九州道今川PAの給油施設は深夜営業していない）
  - 北九州高速へ向かう場合、給油施設は当エリアが最終となる。
- レストラン（「黄金色の豚」、11:00 - 22:00(ラストオーダー21:30)）
- フードコート（ロイヤル空港高速フードサービス(株)）
  - 博多うろん（24時間）
  - 那の国ちゃんぽん（10:00 - 23:00）
  - 那の国ラーメン（9:00 - 23:00）
  - ワンボウル（10:00 - 23:00）
- ショッピング（ロイヤル空港高速フードサービス(株)、24時間）
- ロイヤルベーカリー（7:30 - 19:00）
- pinkbelly（9:00 - 19:00）
- 宅配サービス
- 自動販売機
- ふるさと納税自販機（8:00 - 20:00）[1]
- 携帯電話充電器（24時間）
- インフォメーション・FAXサービス（平日9:00 - 19:00、土曜・日曜・祝日8:00 - 20:00）
- ベビーコーナー
- ハイウェイ情報ターミナル
- 宝くじコーナー（8:30 - 18:00）
- ウェルカムゲート（24時間、駐車場36台）
- 郵便ポスト（古賀郵便局）

### 下り線（熊本方面）

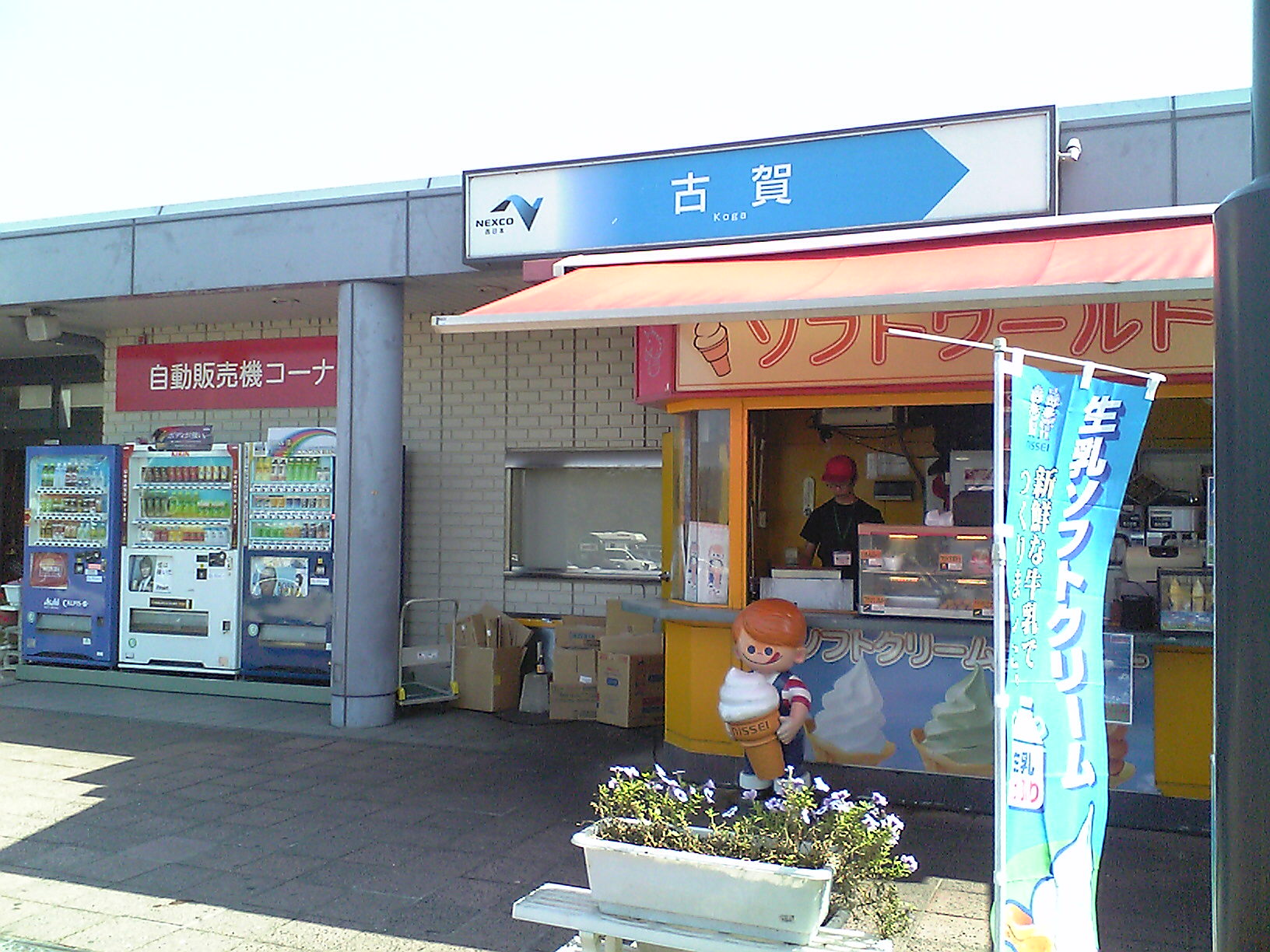
リニューアルオープン前の古賀サービスエリア下り線

2018年（平成30年）4月20日にリニューアルオープンした。
- 駐車場[2]
  - 大型 24台
  - 小型 176台
  - 二輪 8台
  - トレーラー 5台
  - 身障者用 4台
- トイレ[2]
  - メイン
    - 男性 大12・小12
    - 女性 30
    - 多目的 2
    - ファミリートイレ 1

  - サブ
    - 男性 大6・小6
    - 女性 16
    - 多目的 1
- ガソリンスタンド（ENEOS（喜多村石油）、24時間）
  - 大分道へ向かう場合、次の深夜営業の給油施設は約150km先の東九州道・別府湾SAまでない（山田SAの給油施設は深夜営業をしていない。また、玖珠SAには給油施設は設置されていない）。
  - 福岡高速および西九州道へ向かう場合、給油施設は当エリアが最終となる。
- 専門店・カフェ[2]
  - 天然とんこつラーメン専門店一蘭（7:00 - 22:00）
  - カフェタリーズコーヒー（7:00 - 20:00）
- フードコート[2]
  - 釜揚げうどん峠庵（とうげあん）（24時間）
  - ご飯屋四季彩（しきさい）（10:00 - 22:00）
  - 峠食堂（10:00 - 22:00）
- テイクアウト[2]
  - テイクアウト峠の茶屋（8:00 - 18:00）
- ショッピングコーナー（24時間）[2]
- 宅配サービス
- 自動販売機
- 携帯電話充電器（24時間）
- インフォメーション・FAXサービス（平日8:00 - 18:00、土曜・日曜・祝日7:00 - 19:00）
- ベビーコーナー
- ハイウェイ情報ターミナル
- 空港情報ターミナル
- ウェルカムゲート（24時間、駐車場14台）
- 宝くじコーナー（8:00 - 17:00）
- 郵便ポスト（古賀郵便局）
- セブン銀行ATM（24時間営業）
- ドッグラン（日の出から日没まで）

#### 上下線共通
- ホークスコーナー（平日・下り7:00 - 19:00、上り9:00 - 19:00、上下共通・日祝日8:00 - 18:00、インフォメーション横特設コーナー）
- EV急速充電スタンド
- SaPaナビ
  - キャッシュコーナー（遠賀信用金庫・福岡信用金庫・福岡ひびき信用金庫・大牟田柳川信用金庫・筑後信用金庫との共同）
<上り線については2008年7月19日から広川SA上り線より移転した>

## 隣
E3 九州自動車道
(5)若宮IC - 古賀SA - (6)古賀IC